# 田舎館村立田舎館中学校
田舎館村立田舎館中学校（いなかだてそんりつ いなかだてちゅうがっこう）は、青森県南津軽郡田舎館村にある公立中学校。

## 概要
- 本校は、田舎館村唯一の中学校となる。

## 沿革
- 1947年（昭和22年）4月1日 - 学制改革（新学制）により、（旧）田舎館中学校設立。
- 1960年（昭和35年）4月1日 - 光田寺中学校を統合。但し、校舎はこの時点では統合せず、（旧）田舎館中学校が南校舎、光田寺中学校が北校舎として存置。
- 1966年（昭和41年）
  - 1月1日 - 校歌制定。
  - 9月30日 - 新校舎落成。
  - 10月8日 - 新校舎落成式挙行。これをもって、名実ともに完全統合。
- 2004年（平成16年）9月30日 - 新校舎完成[1]。

## 著名な卒業生
- 栃勇義治 - 1962年（昭和37年）度卒業・元大相撲力士、元年寄岩友。

## アクセス
- 田舎館村役場から約1.3km、
  - 徒歩で約20分。
  - 車で約3分。
- 弘南鉄道弘南線田舎館駅から、
  - 徒歩で約2.5km・徒歩約40分。
  - 車で約3.8km・約7分。
- JR川部駅から車で約3.6km・約6分。
- 弘南バス黒石 - 弘前線 （高田経由）「中学校前」バス停下車。

## 周辺
- 田舎館村学校給食センター - 同一敷地内
- 青森県道148号畑中竹鼻線
- 田舎館村克雪トレーニングセンター
- 田舎館村社会福祉協議会
- 弘前地区消防事務組合黒石消防署田舎館分署

## 参考資料
- 『田舎館村史』下巻「第三章 戦後の学校教育・第6編 田舎館の教育（下）・第三節 中学校」の960頁から965頁
- 『田舎館村史』中巻「第十章 スポーツ・第5編 田舎館の文化 第四節 相撲（二）大相撲力士」900頁